# Станюта Стефанія Михайлівна
Стефанія Михайлівна Станюта (біл. Стэфанія Міхайлаўна Станюта; нар. 30 квітня 1905, Мінськ — пом. 6 листопада 2000, Мінськ) — білоруська радянська акторка театру і кіно. Народна артистка Білоруської РСР (1957). Народна артистка СРСР (1988).

## Життєпис
Стефанія Станюта народилася 30 квітня (13 травня) 1905 року в Мінську в сім'ї відомого білоруського художника Михайла Петровича Станюти.
У дитинстві їй довелося побувати на офіційній зустрічі царя Миколи II з білоруським народом.
Навчалася в церковно-приходській школі, потім в Мінській жіночої урядової гімназії.
З 1918 року працювала статисткою, хористкою і танцівницею в Першому товаристві білоруської драми і комедії Ф. П. Ждановича, на основі творчого колективу якого в 1920 році був утворений 1-й Білоруський державний театр (нині Національний академічний театр імені Янки Купали), де продовжувала грати. Першу роль Химки зіграла в 16 років в п'єсі «Ганка» В. І. Голубка.
У 1926 році закінчила Білоруську драматичну студію при МХАТ (клас В. Смишляєва і С. Гіацинтової). На базі цього випуску в 1926 році у Вітебську був створений Другий білоруський державний драматичний театр (нині Національний академічний драматичний театр імені Якуба Коласа), в якому Стефанія Станюта грала до 1932 року.
З 1932 року і до кінця свого життя Стефанія Станюта пропрацювала в Білоруському драматичному театрі імені Я. Купали в Мінську. Всього зіграла близько 200 ролей.
Війна застала трупу театру в Одесі. У Мінську у Стефанії Станюти залишилася сім'я, але театр ще довго перебував в Одесі, де акторка була начальником групи самозахисту. Після переїзду трупи у Томськ, вела в шпиталі театральний гурток з видужуючими вояками [3] .
У кіно почала зніматися в 1958 році.
Стефанія Станюта померла 6 листопада 2000 року. Похована у Мінську на Східному цвинтарі.

## Сім'я
- Батько — Михайло Петрович Станюта (1881-1974) — білоруський радянський живописець, графік, педагог;
- мати — Христина Іванівна Станюта, домогосподарка, з селян;
- чоловік — Олександр Кручинський —  офіцер Червоної Армії;
- син — Олександр Олександрович Станюта (1936-2011) —  письменник, літературознавець;
- невістка (дружина сина) — Ірина Олексіївна Михайлова-Станюта —  вчений-економіст, професор;
- правнучка — Мелітіну Станюта (нар. 1993) — білоруська гімнастка (художня гімнастика).

## Вибрана фільмографія
- 1977 «Про Червону Шапочку» — перша стара
- 1976 «Пам'ять землі» — баба Поля
- 1976 «Тривожний місяць вересень» — Серафима
- 1981 «Про тебе»
- 1981 «Джерело» — Єфросинія Іллівна, мати Касьяна
- 1983 «Пливи, кораблику...» — пенсіонерка Полуніна
- 1983 «Білі Роси» — мати Киселя
- 1986 «Першоцвіт» — бабуся
- 1990 «Небилиці про Івана» — стара
- 1995 «Гра уяви» — баба в капелюсі